# Abbadona
Abbadona (ros. Абадонна, Abadonna) – postać fikcyjna z powieści Michaiła Bułhakowa Mistrz i Małgorzata. Abbadona, chudy mężczyzna w ciemnych okularach, był demonem-niszczycielem w świcie Wolanda, sprawcą konfliktów, w których nigdy nie opowiadał się po żadnej ze stron. Imię postaci Bułhakow zaczerpnął z Apokalipsy, a pierwowzorem bohatera był najprawdopodobniej Lew Trocki.

## Imię i pochodzenie bohatera

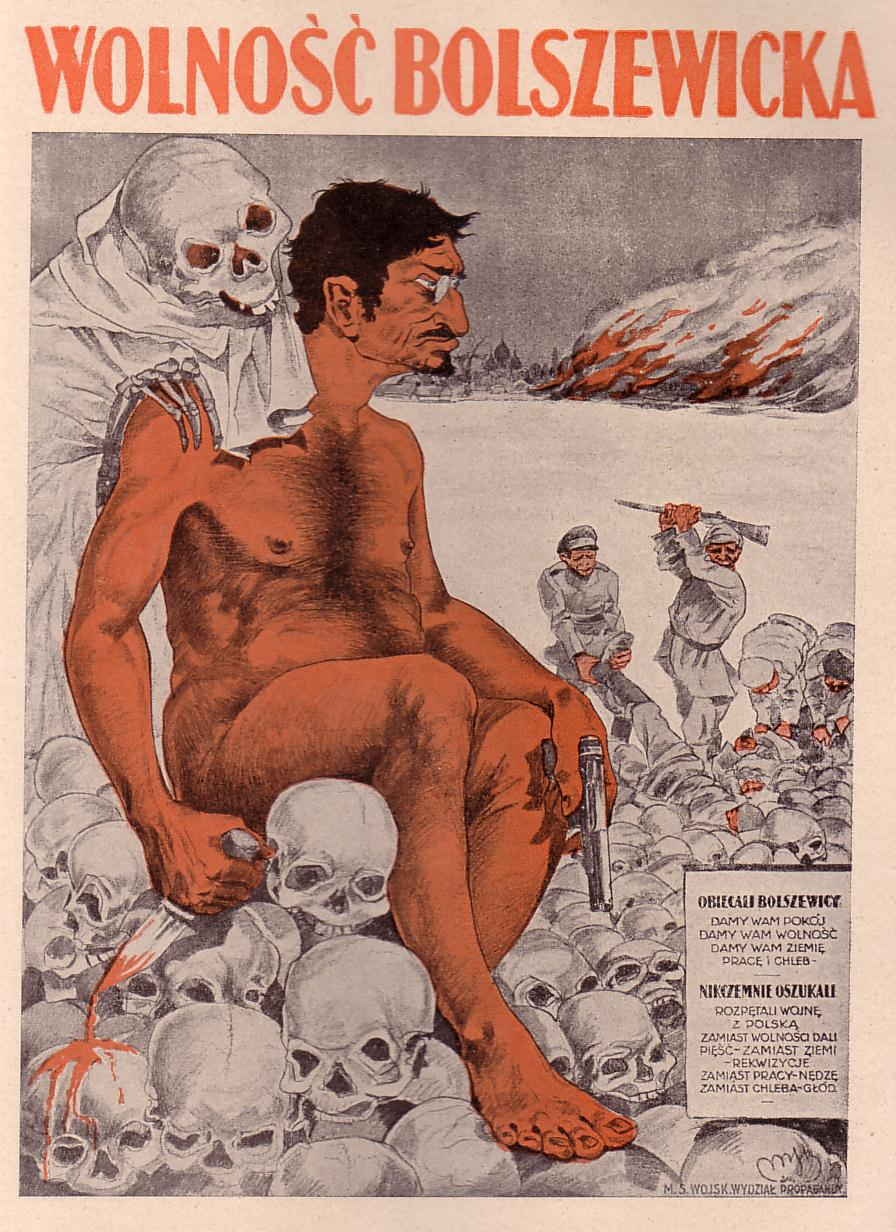
Lew Trocki – pierwowzór Abbadony (polski plakat propagandowy z 1920 roku Wolność bolszewicka)

Imię postaci pochodzi od hebrajskiego imienia anioła Apokalipsy Abaddon – „zaprzestanie istnienia”. Inspiracją zaś do nazwania bohatera tym imieniem były wiersz Wasilija Żukowskiego oraz powieść Nikołaja Polewoja o tym samym tytule. Słowo jest wolnym tłumaczeniem na język rosyjski epilogu romantycznego poematu Friedricha Gottlieba Klopstocka Mesjada. W wierszu Żukowskiego Abbadonna dowodzi upadłymi aniołami w wojnie przeciwko Bogu. Zostaje wygnany na ziemię i pragnie popełnić samobójstwo, którego jednak nie może zrealizować, gdyż jest nieśmiertelny.
Przed napisaniem Mistrza i Małgorzaty Bułhakow wykorzystał to imię w swojej wcześniejszej powieści Biała gwardia, w której jeden z pacjentów Aleksieja Turbina – nawrócony poeta Rusakow – pod wpływem lektury Apokalipsy utożsamia Abaddonnę z Lwem Trockim. Prawdopodobnie Bułhakow w powieści Mistrz i Małgorzata rozwinął tę myśl, łącząc w jedno cechy demona i Trockiego.

## Abbadona w powieści
Abbadona pojawia się na łamach powieści trzykrotnie. Po raz pierwszy w rozdziale Przy świecach, gdy występuje jako sprawca wojny, którą Małgorzata obserwuje na globusie Wolanda. W rozmowie dwóch bohaterów pojawia się charakterystyka demona jako istoty niewrażliwej i współczującej w równej mierze obu stronom konfliktu. Na rozkaz Wolanda Abbadona wyłania się ze ściany i czytelnik poznaje go jako chudego mężczyznę w ciemnych okularach, których demon nie może zdjąć przed czasem. W rozdziale Wielki bal u szatana Abbadona pojawia się u boku Wolanda, który o północy wychodzi, by przywitać gości. W tymże rozdziale skazuje barona Meigela na śmierć, patrząc na niego bez okularów.

## Echa wojny domowej w Hiszpanii w powieści
W 1936 roku nieznana łódź podwodna zatopiła na hiszpańskich wodach przybrzeżnych radziecki statek handlowy „Komsomolec”. Reakcje na to wydarzenie, w tym list autora Mistrza i Małgorzaty, publikowała m.in. „Gazeta Literacka”. Bułhakow reprezentował pogląd, że na agresję należy reagować agresją, nie zgadzając się z autorami listów, którzy wyrażali jedynie oburzenie z tego powodu.
W 1937 roku Bułhakow włączył do Mistrza i Małgorzaty wątek wojny, która toczy się na skrawku ziemi nad oceanem. Tym nienazwanym w dziele obszarem jest Hiszpania, gdzie w latach 1936–1939 toczyła się wojna domowa. W słowach kierowanych przez Wolanda do Małgorzaty, oraz w postawie Abbadony, który po wywołaniu wojny nie faworyzuje żadnej ze stron, zawarty został stosunek autora do konfliktów zbrojnych.